# Nederlandse kampioenschappen schaatsen afstanden 1999 - 500 meter vrouwen
De 500 meter vrouwen op de Nederlandse kampioenschappen schaatsen afstanden 1999 werd op in december 1998 in ijsstadion Kardinge in Groningen over twee ritten verreden, waarbij de zestien deelneemsters ieder een keer in de binnenbaan en een keer in de buitenbaan startten.
Titelverdedigster was Andrea Nuyt die de titel pakte tijdens de NK afstanden 1998. 

## Uitslag
| #      | Schaatsster             | 1e      | pos | 2e      | pos | Punten |
| ------ | ----------------------- | ------- | --- | ------- | --- | ------ |
| Goud   | Andrea Nuyt             | 0.40,15 | 1   | 0.40,20 | 17  | 80,350 |
| Zilver | Marianne Timmer         | 0.40,41 | 2   | 0.40,18 | 1   | 80,590 |
| Brons  | Sandra Zwolle           | 0.40,85 | 3   | 0.40,91 | 2   | 81,760 |
| 4      | Frouke Oonk             | 0.41,31 | 4   | 0.41,39 | 3   | 82,700 |
| 5      | Yvonne Leever           | 0.41,75 | 5   | 0.41,61 | 4   | 83,360 |
| 6      | Dianne Kootstra         | 0.42,04 | 7   | 0.41,77 | 5   | 83,810 |
| 7      | Tijn Ponjee             | 0.42,03 | 6   | 0.41,85 | 6   | 83,880 |
| 8      | Christine Heins         | 0.42,08 | 8   | 0.42,28 | 7   | 84,360 |
| 9      | Wieteke Cramer          | 0.42,25 | 10  | 0.42,19 | 8   | 84,440 |
| 10     | Léontine van Meggelen   | 0.42,25 | 11  | 0.42,28 | 9   | 84,530 |
| 11     | Arina Schingenga        | 0.42,23 | 9   | 0.42,47 | 10  | 84,700 |
| 12     | Floor van Slochteren    | 0.42,61 | 13  | 0.42,71 | 11  | 85,320 |
| 13     | Yvonne Hijgenaar        | 0.42,60 | 12  | 0.42,98 | 12  | 85,580 |
| 14     | Mirjam de Joode         | 0.42,78 | 14  | 0.43,01 | 13  | 85,790 |
| 15     | Reino Bouwhuis-Meuleman | 0.42,89 | 15  | 0.43,39 | 14  | 86,280 |
| 16     | Paula Buijtenhuijs      | 0.43,62 | 16  | 0.44,04 | 15  | 87,660 |

Uitslag op
1987 · 
1988 · 
1989 · 
1990 · 
1991 · 
1992 · 
1993 · 
1994 · 
1995 · 
1996 · 
1997 · 
1998 · 
1999 · 
2000 · 
2001 · 
2002 · 
2003 · 
2004 · 
2005 · 
2006 · 
2007 · 
2008 · 
2009 · 
2010 · 
2011 · 
2012 · 
2013 · 
2014 · 
2015 · 
2016 · 
2017 · 
2018 · 
2019 · 
2020 · 
2021 · 
2022 · 
2023 · 
2024 · 
2025